# Plutarco de Bizâncio
Plutarco (em grego:  Πλούταρχος) serviu como bispo de Bizâncio por dezesseis anos (de 89 até sua morte, em 105), sucedendo Policarpo. Durante o seu reinado na sé de Bizâncio ocorreu a perseguição aos cristãos do imperador romano Trajano (a partir de 98 d.C.).